# ارسن اسلوتیوک
ارسن اسلوتیوک (اوکراینی: Арсен Борисович Слотюк؛ زادهٔ ۲۸ دسامبر ۱۹۹۳) بازیکن فوتبال  اهل اوکراین است.